# Oxyodes samoana
Oxyodes samoana är en fjärilsart som beskrevs av Willie Horace Thomas Tams 1935. Oxyodes samoana ingår i släktet Oxyodes och familjen nattflyn. Inga underarter finns listade i Catalogue of Life.